# Emanuele Soler
Emanuele Soler Balsano (Palermo, 29 agosto 1867 – Palermo, 24 gennaio 1940) è stato un geodeta e politico italiano, presidente della Commissione geodetica italiana a partire dal 1932 fino alla sua morte.

## Biografia
Emanuele Soler si laureò a Palermo in ingegneria nel 1890 e poi in matematica nel 1895. Fu prima allievo e poi assistente del professor Adolfo Venturi. Nel 1902 vinse il concorso per la cattedra di Geodesia all'Università di Messina e dopo il terremoto del 1908 fu trasferito all'Università di Padova, ove rimase fino al collocamento a riposo nel 1937. A Padova, oltre che la cattedra di Geodesia, Soler ricoprì altri incarichi: preside della Facoltà di Scienze dal 1915 al 1925, prorettore nel 1926 e rettore dal 1927 al 1929.
Nel 1921 aderì al partito fascista e nel 1934 fu nominato Senatore del Regno d'Italia.
Fu membro dell'Accademia dei Lincei dal 1923 e Presidente della Commissione Geodetica Italiana dal 1932 alla sua morte. Inoltre dal 1933 al 1937 fu Presidente del Comitato della Geodesia e Geofisica del CNR.
Condusse vari studi di geodesia in particolare sul Geoide, la gravimetria, la rifrazione geodetica. Per quanto attiene alla gravimetria, egli fu il primo in Italia a fare sperimentazione con la bilancia di torsione di Eötvös, con la quale condusse varie campagne di misura fra il 1910 ed il 1913.